# 1910 au cinéma
| Années du cinéma : 1907 - 1908 - 1909 - 1910 - 1911 - 1912 - 1913    |
| Décennies du cinéma : 1880 - 1890 - 1900 - 1910 - 1920 - 1930 - 1940 |

Cet article présente les faits marquants de l'année 1910 au cinéma.

## Événements
- 10 mars : sortie du premier film de l'histoire de Hollywood, le court-métrage In Old California, réalisé par D. W. Griffith.
- 27 décembre : Chronophone de Léon Gaumont, procédé de cinéma sonore.

- Ladislas Starevitch réalise le premier film d'animation russe : Lucanus Cervus, tourné avec des insectes naturalisés.

## Principaux films de l'année
- Quentin Durward, film d'Albert Capellani avec Claude Garry
- Le Cid, film de Mario Caserini
- La Bataille de Legnano, film de Mario Caserini
- Le Sac de Rome, film d'un réalisateur italien inconnu
- Lucrèce Borgia, film de Mario Caserini
- Jeanne la folle, film de Mario Caserini
- Jean de Médicis, film de Mario Caserini
- Histoire des Borgia (Lucrezia Borgia), film de Ugo Falena
- Messaline (Messalina), film de Mario Caserini
- L'Enlèvement des Sabines, film de Ugo Falena
- The Last of the Saxons, film de J. Stuart Blackton
- Becket, film de Charles Kent
- Vie et mort de Pouchkine, film de Vassili Gontcharov
- Le roi Arthur et les chevaliers de la Table ronde (Re Artù e i cavalieri della tavola rotonda), film de Giuseppe De Liguoro
- Joachim Murat (Gioacchino Murat), film de Giuseppe De Liguoro

## Principales naissances
- 25 février : Pavel Klouchantsev, cinéaste soviétique († 27 avril 1999).
- 27 février : Joan Bennett, actrice américaine († 7 décembre 1990).
- 28 février : Vincente Minnelli, réalisateur américain († 25 juillet 1986).
- 1 mars : David Niven, acteur britannique († 29 juillet 1983).
- 23 mars : Akira Kurosawa, cinéaste japonais († 6 septembre 1998).
- 26 mai : Larry Rhine, scénariste américain († 27 octobre 2000).
- 5 juin : Madeleine Ozeray, comédienne française († 29 mars 1989).
- 19 juin : Julien Bertheau, acteur français († 28 octobre 1995).
- 4 juillet : Gloria Stuart, actrice américaine († 26 septembre 2010)
- 6 août : Charles Crichton, monteur et réalisateur britannique († 14 septembre 1999).
- 8 août : Sylvia Sidney, actrice américaine († 1er juillet 1999).
- 14 juillet : Annabella, actrice française († 18 septembre 1996).
- 11 août : Philippe Agostini, directeur de la photographie et réalisateur français († 20 octobre 2001).
- 14 août : Yvette Lebon, actrice française († 28 juillet 2014).
- 5 septembre : Jack Hively, monteur et réalisateur américain († 19 décembre 1995).
- 8 septembre : Jean-Louis Barrault, acteur français († 22 janvier 1994).